# نارانتالاوا
نارانتالاوا (انگلیسی: Narantalawa) یک منطقه مسکونی در سری‌لانکا است.